# Mahonia paucijuga
Mahonia paucijuga là một loài thực vật có hoa trong họ Hoàng mộc. Loài này được C.Y. Wu mô tả khoa học đầu tiên năm 1987.